# Бистриця (Градишка)
Бистриця (серб. Бистрица) — село у громаді Градишка у Республіці Сербській на півночі Босніі і Герцеговини. За даними 2013 року у селі проживало 465 жителів.

## Історія
У селі знаходиться меморіальний парк (меморіальний комплекс) полеглим воїнам і мирним жителям у Другій світовій війні (1941—1945) і війні в Боснії і Герцеговині (1992—1995). З довколишніх сіл у Другій світовій війні загинуло близько 3000 бійців і мирних жителів, із них близько 1500 дітей до 15 років. У війні 1992—1995 років загинули 10 жителів Бистриці. Меморіальний центр також має бюст Лепи Радич, яка народилася в сусідній Гашниці.

## Населення
| Національність | 1991         | 1981         | 1971         |
| Серби          | 764 (96,10%) | 797 (96,72%) | 899 (99,00%) |
| Югослави       | 12 (1,50%)   | 16 (1,94%)   |              |
| Хорвати        | 8 (1,00%)    | 3 (0,36%)    | 6 (0,66%)    |
| Мусульмани     | 2 (0,25%)    | 1 (0,12%)    |              |
| Інші           | 9 (1,13%)    | 7 (0,84%)    | 3 (0,33%)    |
| Разом          | 795          | 824          | 908          |

## Галерея

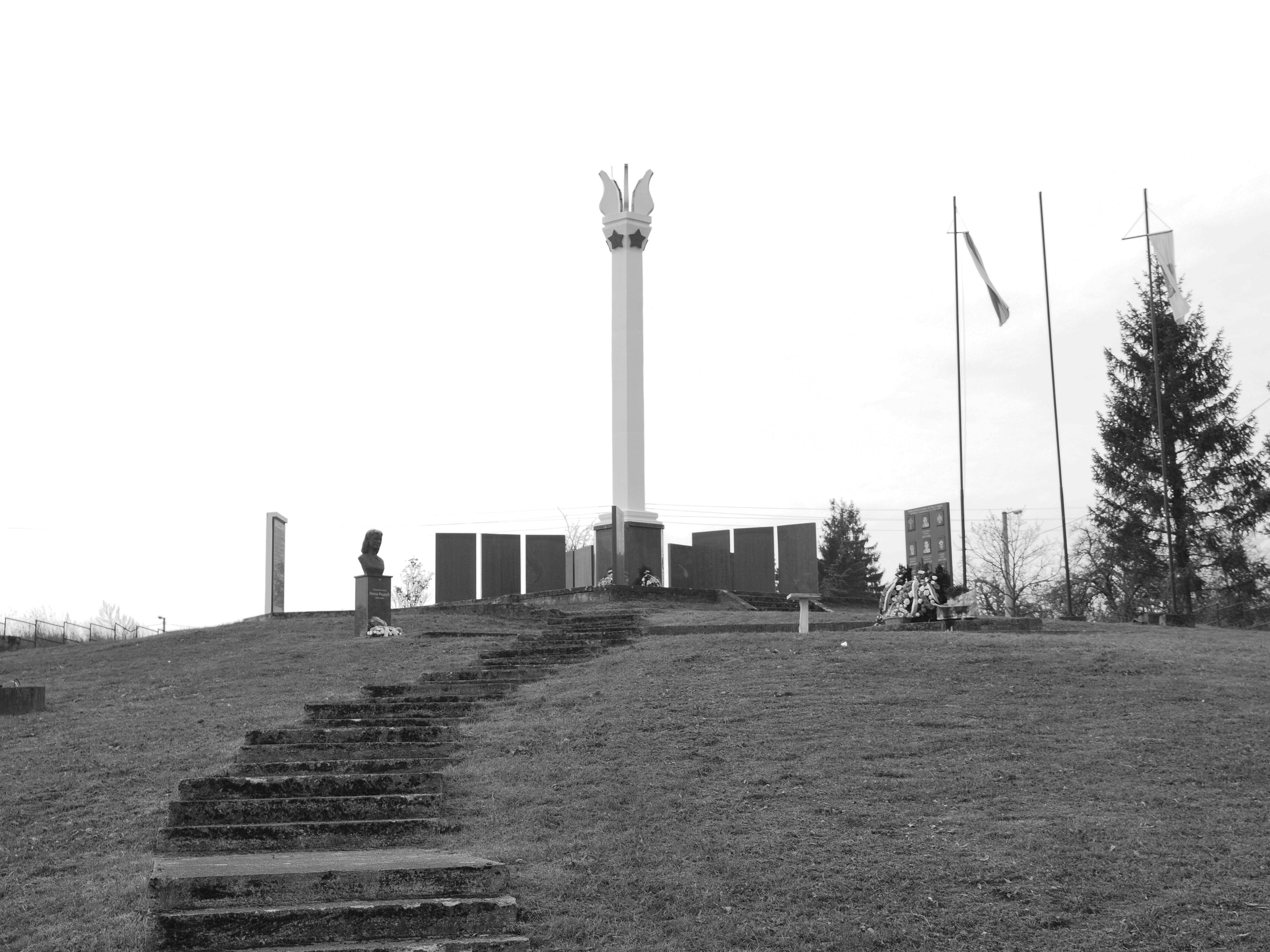
Меморіальний парк полеглим у війнах (Друга світова війна 1942-1945 та війна в Боснії та Герцеговині 1992-1995)
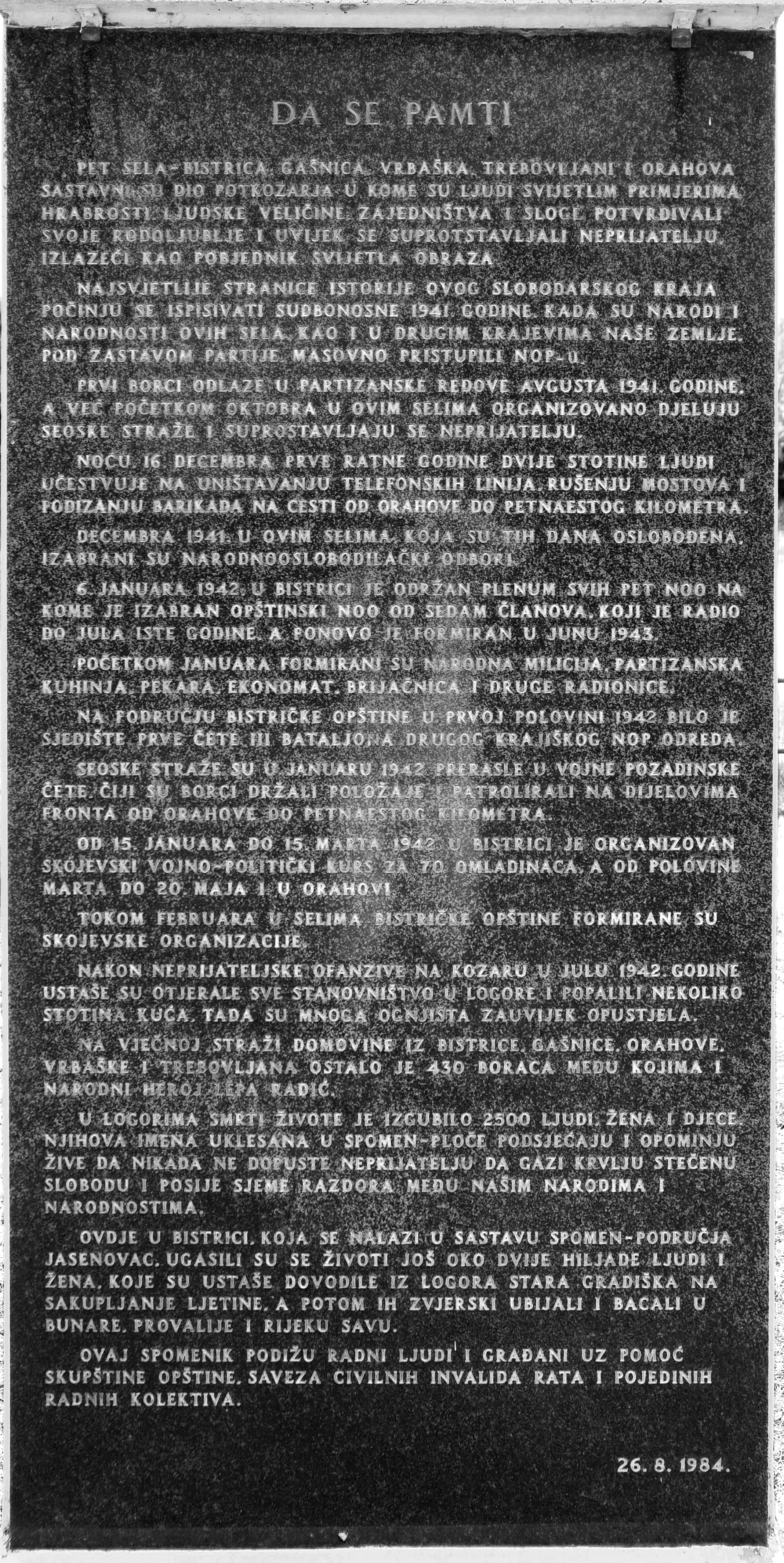
Напис про загиблих  у Другій світовій війні
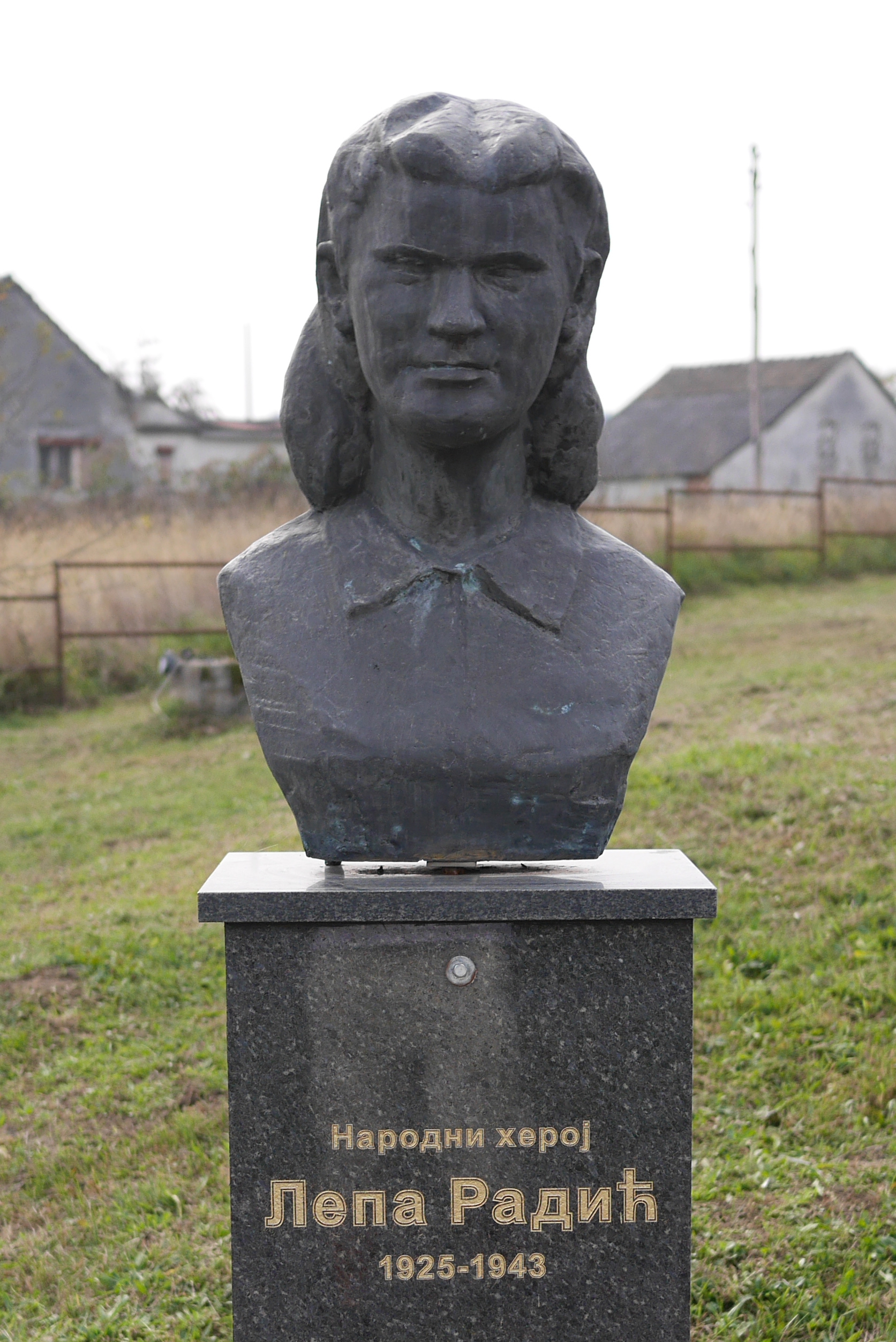
Бюст партизанки Лепи Радич (1925-1943)
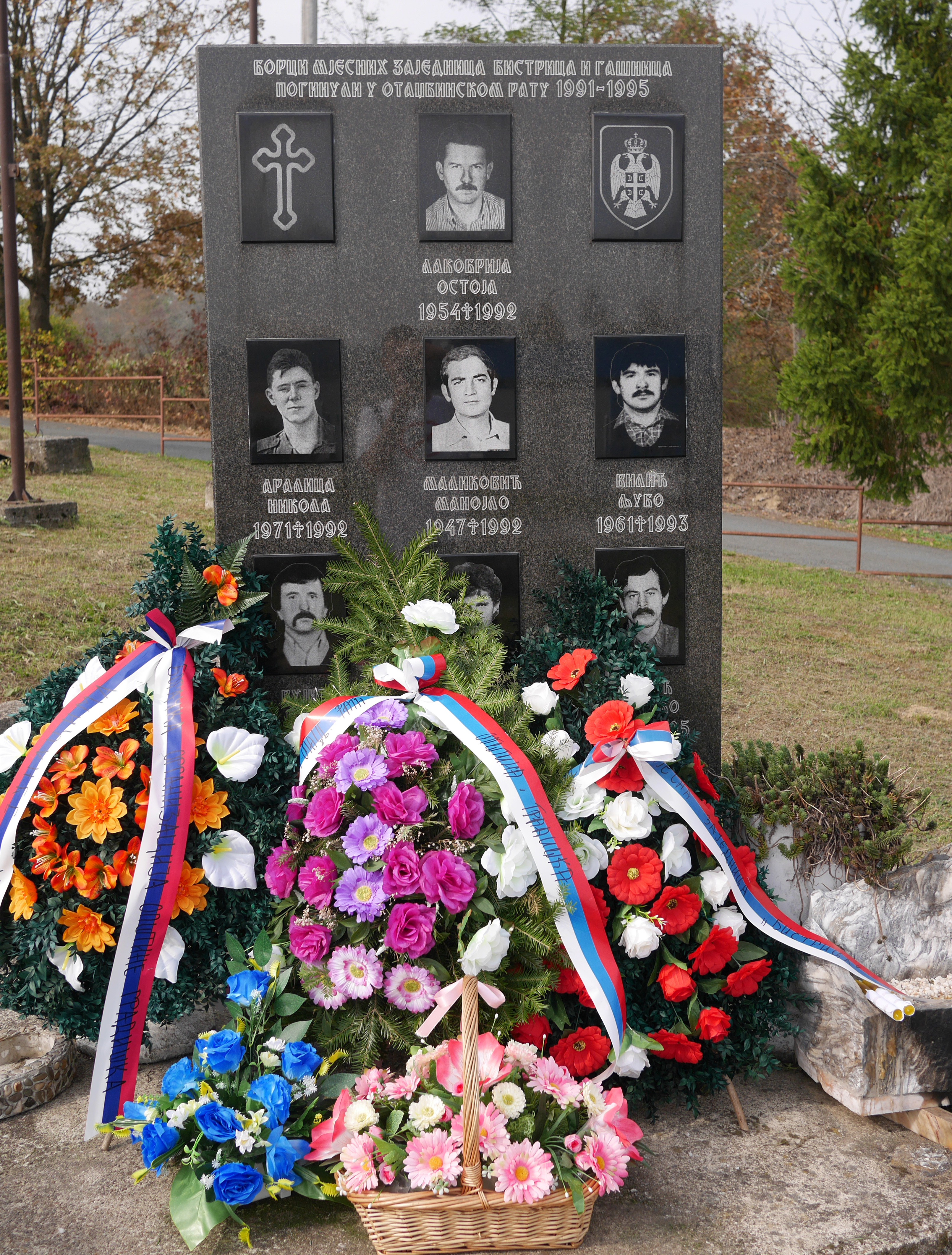
Пам'ятник загиблим у війні в Боснії та Герцеговині (1992-1995)